# Dorfkirche Holzendorf (Nordwestuckermark)

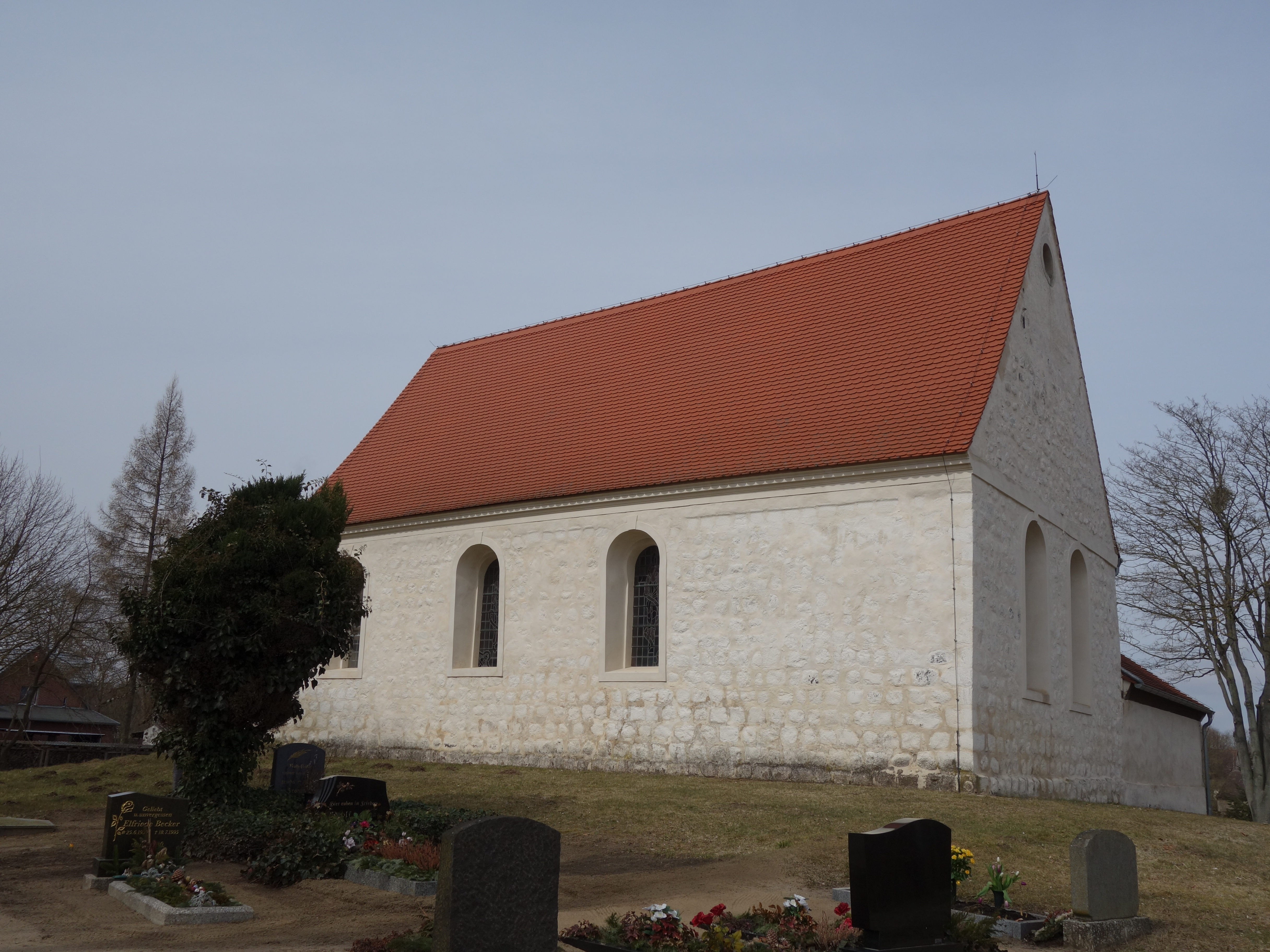
Dorfkirche Holzendorf

Die evangelische, denkmalgeschützte Dorfkirche Holzendorf steht in Holzendorf, einem Ortsteil der Gemeinde Nordwestuckermark im Landkreis Uckermark in Brandenburg. Die Kirche gehört zur Gesamtkirchengemeinde Schönwerder im Kirchenkreis Uckermark der Evangelischen Kirche Berlin-Brandenburg-schlesische Oberlausitz.

## Beschreibung
Die Feldsteinkirche wurde in der zweiten Hälfte des 13. Jahrhunderts gebaut. Die Außenwände des kleinen Saalbaus ohne vom Kirchenschiff abgesetzten Chor sind durch einen geschrägten Sockel und ein gekehltes Traufgesims gegliedert. An der Nordseite des Chors befindet sich die Sakristei, die nach 1650 zu einer verputzten Gruft mit einem korbbogigen Portal verlängert wurde. Die Fenster des Kirchenraums wurden 1743 mit großen Bogenfenstern versehen. 
Der Innenraum erhielt 1743 ein segmentbogiges, bemaltes Tonnengewölbe. Zur Kirchenausstattung gehören eine Sakramentsnische mit eisenbeschlagener Tür, die Patronatsloge, der Altar mit der Darstellung des Abendmahls auf dem Altarretabel zwischen Säulen, die Kanzel mit einem Schalldeckel und das Taufbecken. 
Die 1892 von Hermann und Albert Kienscherf gebaute Orgel auf der Empore im Westen hat sieben Register auf einem Manual und Pedal.